# Nervo grande occipitale
Il nervo grande occipitale, o nervo di Arnold, è il ramo dorsale del secondo nervo cervicale (C2), quindi è un nervo misto (prevalentemente sensitivo).
Nel suo percorso si divide in due rami: 
- ramo laterale: innerva il muscolo lunghissimo della testa e il muscolo splenio della testa
- ramo mediale: si anastomizza con i rami di C1 e C3; innerva sia il muscolo obliquo inferiore della testa e i muscoli semispinali della testa che la cute della regione occipitale

## Galleria d'immagini

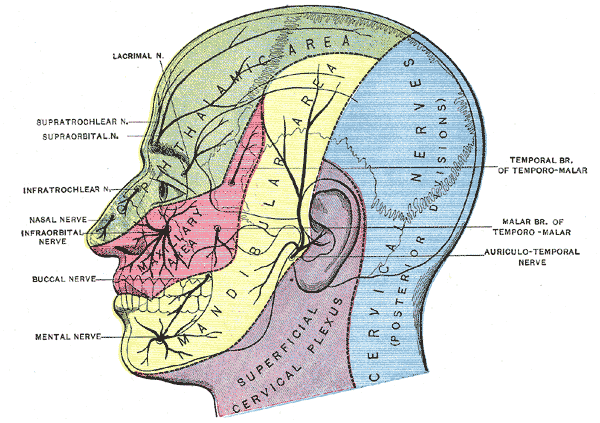
Distribuzione del nervo trigeminale
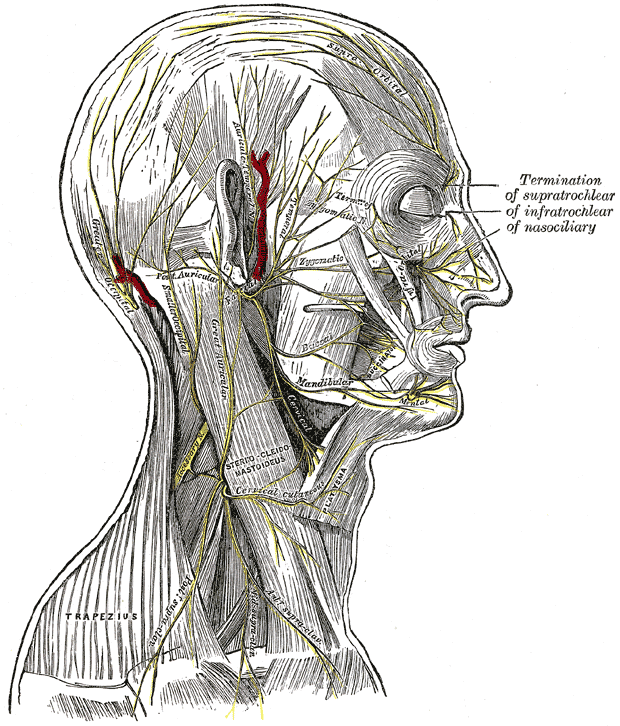
I nervi dello scalpo, della faccia, e del collo.
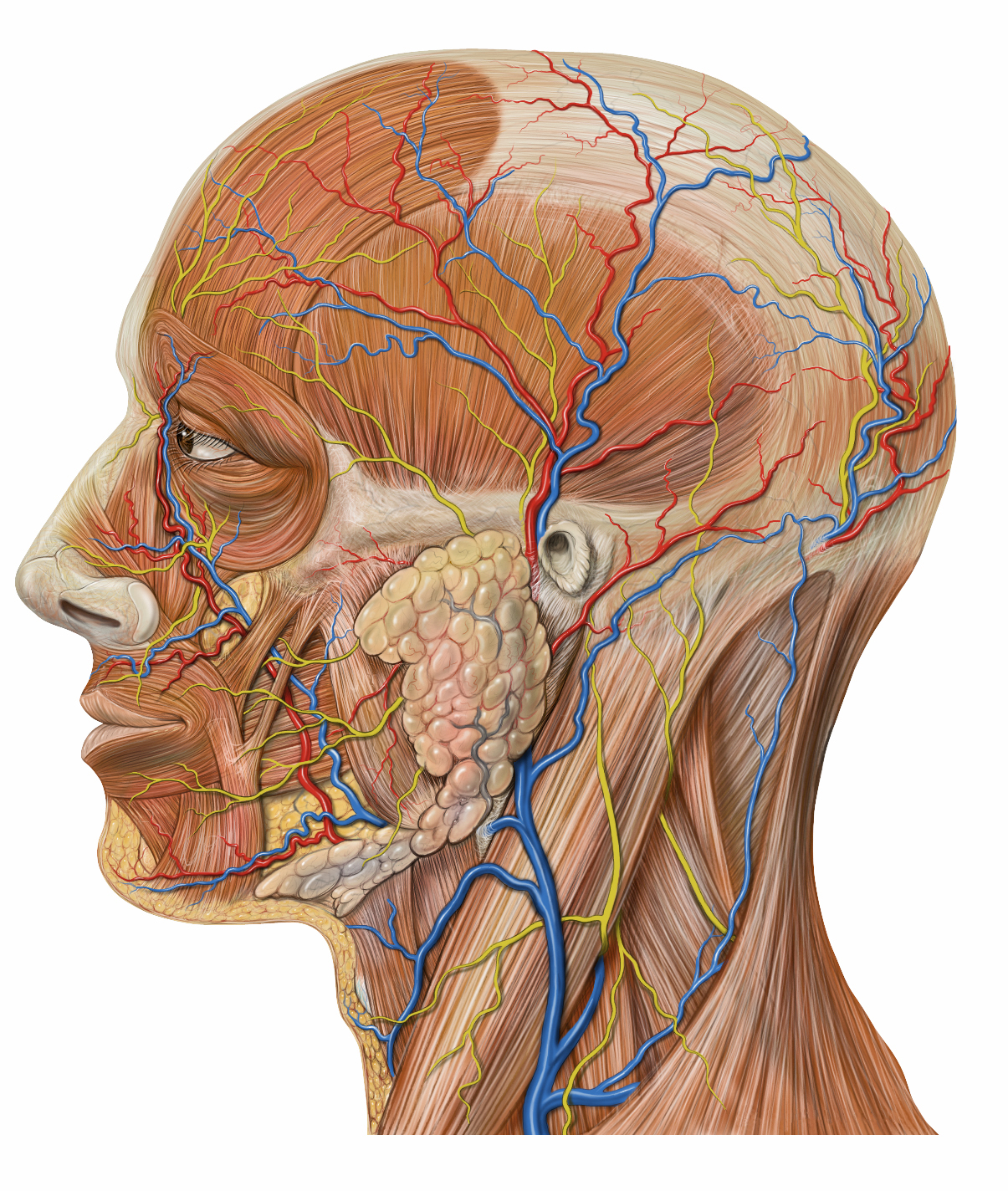
Dettaglio dell'anatomia laterale del cranio